# استمفورد (کنتیکت)
استمفورد، کنتیکت (به انگلیسی: Stamford, Connecticut) یک شهر در ایالات متحده آمریکا است که در شهرستان فیرفیلد واقع شده‌است، کمپانی کشتی کج دبلیودبلیوئی در این شهر واقع شده است.

## خصوصیات
استمفورد ۱۳۴٫۹ کیلومترمربع مساحت و ۱۲۶٬۴۵۶ نفر جمعیت دارد و ۷ متر بالاتر از سطح دریا واقع شده‌است.